# Административно деление на Мали
Мали е разделена на 8 области и един окръг, включващ столицата на страната град Бамако:
- Гао
- Кайес
- Кидал
- Куликоро
- Мопти
- Сегу
- Сикасо
- Томбукту
- Бамако – столичен окръг